# Porphyrinia minutata
Porphyrinia minutata là một loài bướm đêm trong họ Noctuidae.